# Crocidura allex
Crocidura allex је сисар из реда Soricomorpha и фамилије Soricidae.

## Угроженост
Ова врста се сматра рањивом у погледу угрожености врсте од изумирања.

## Распрострањење
Врста је присутна у Кенији и Танзанији.

## Станиште
Станишта врсте су планине, мочварна подручја и травна вегетација, сматра се на висинама од 2000 до 4000 метара.